# Ньйорд
Ньйорд (давньосканд. Njörðr) — в скандинавській міфології бог з групи ванів, батько Фрейра та Фрейї. За однією з версій, найраніше його втілення описане Тацитом під іменем богині плодючості Нертус.
Ньйорд являє собою вітер та морську стихію, але, як й інші вани, перш за все є богом плодючості. Після війни асів та ванів він стає заручником в асів (у «Молодшій Едді» вже часто зараховується до асів) та оселяється в Ноатуні (давньосканд. Nóatún — «Корабельний двір»), який розташовано, згідно з «Молодшою Еддою», на небі, але, разом із тим, поблизу моря. Коли аси вбивають велетня Тьяцці, Ньйорд одружується з його донькою, богинею-мисливицею Скаді. Вона погодилась вийти заміж за Ньйорда на знак примирення з асами, але не змогла жити з ним поблизу моря, де її будив крик чайок, тому вони живуть по дев'ять діб в помешканні Ньйорда — Ноатуні, й стільки ж в Трюмгеймі, в горах, позаяк Скаді любить гори та вовків. У «Мові Вафтрудніра» («Старша Едда») говориться, що Ньйорд повернеться до ванів наприкінці світу.
Ньйорд є багатієм, має владу над морем, вітром та вогнем, є покровителем мореплавства, риболовлі, полювання на морських тварин.